# Ektomorf
Ektomorf ist eine Metal-Band aus Ungarn. Der Musikstil lässt sich grob dem Thrash Metal mit Hardcore-Einflüssen zuordnen, dazu kommen Elemente der traditionellen Romamusik, die sich aus dem kulturellen Erbe der Bandgründer speisen. Der Band wird eine sehr große Ähnlichkeit zu Soulfly nachgesagt.

## Geschichte

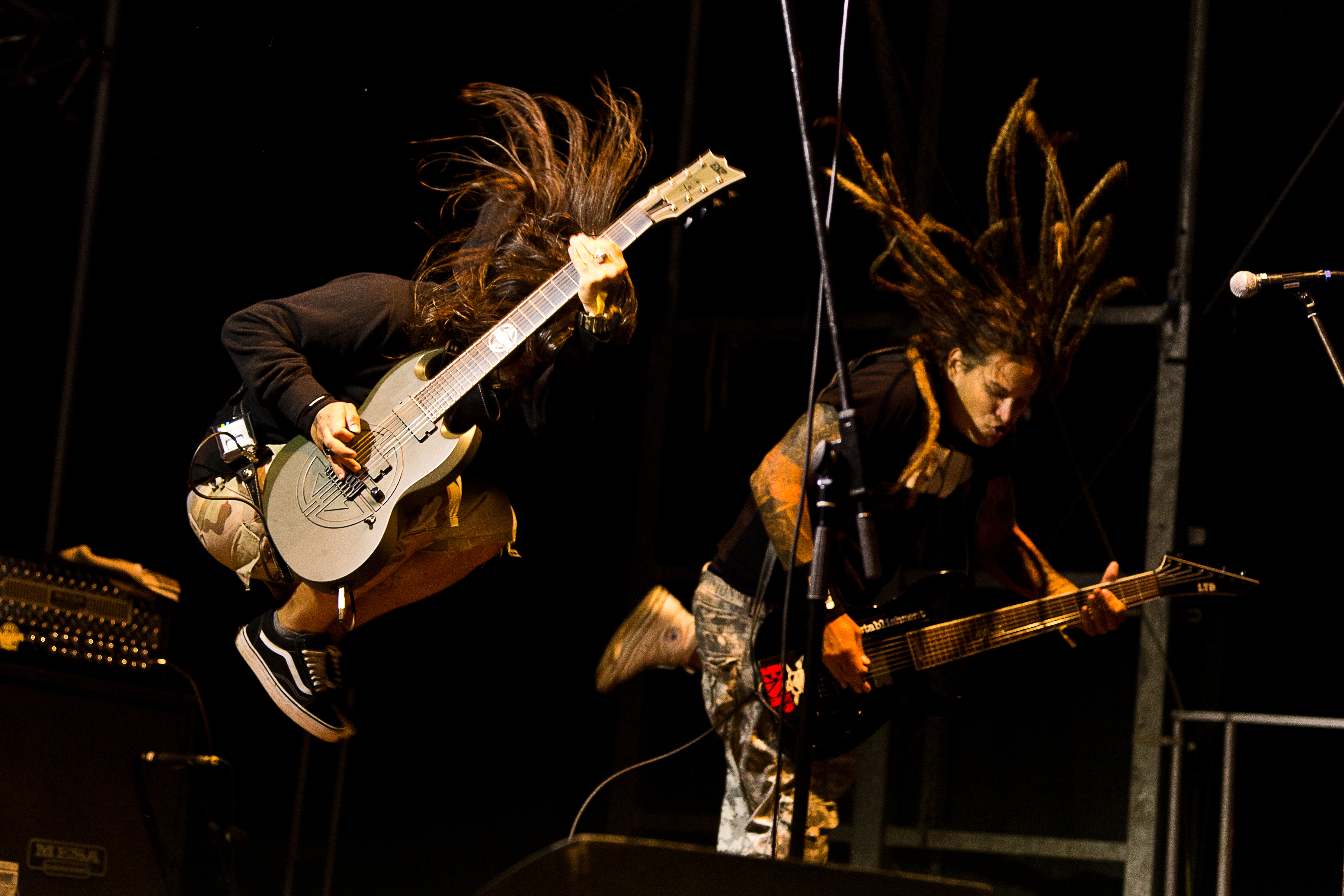
Ektomorf auf dem Rockharz 2015 in Ballenstedt.

Ektomorf wurde 1994 von den Brüdern Zoltán und Csaba Farkas gegründet. Nach jahrelangem Proben konnten die Musiker 1996 einen Plattenvertrag erlangen und im selben Jahr ihren ersten Tonträger Hangok veröffentlichen. Mit der zweiten Platte Ektomorf konnte die Band 1998 erstmals auch internationale Aufmerksamkeit erregen.
Mit dem Album I Scream Up to the Sky von 2002 erreichte die Band den europäischen Durchbruch. In Magazinen wie dem Metal Hammer und Rock Hard wurde über Ektomorf berichtet, und die Gruppe konnte auf mehreren großen Rockfestivals in Europa spielen. 2003 wechselten sie zum Plattenlabel Nuclear Blast. Im Jahr 2004 waren Ektomorf auf Tournee mit Pro-Pain und Fear Factory.
Mitte Oktober bis Anfang November 2005 spielten sie auf ihrer ersten Headlinertour The Monster Mosh Down Tour 2005 zusammen mit Disbelief, Betzefer und By Night in Deutschland, der Schweiz, Österreich, England, Belgien und den Niederlanden. Es folgte eine Tournee mit One Man Army and the Undead Quartet als Support von Children of Bodom.
Im Februar 2007 startete Ektomorf mit den Bands Kayser und Blinded Colony ihre „Tour Over Europe“, um ihr Album Outcast zu promoten.
Am 20. März 2009 wurde das Album What Doesn’t Kill Me… über AFM Records veröffentlicht. Das Album stieg am 6. April auf Platz 94 in die deutschen Charts ein.
Danach folgte am 17. Dezember 2010 das Album Redemption, mit welchem im Februar 2011 getourt wurde.
Am 17. Februar 2012 erschien The Acoustic, das erste reine Akustik-Album der Band. Teilweise waren bereits auf den vorhergegangenen Alben Akustik-Songs enthalten, z. B. Sea of My Misery vom Album Redemption.
Ein halbes Jahr später erschien am 30. August 2012 das Album Black Flag, mit dem die Band ab Oktober 2012 auf Tournee ging.
Am 31. Januar 2014 wurde das mittlerweile achte Studioalbum der Band mit dem Titel Retribution veröffentlicht.
Am 21. November 2017 trennte sich der Leadsänger Zoltan Farkaś aufgrund persönlicher Differenzen von Tomi Schrottner, Szabolks Murvai und Robert Jaksa. Das Trio wurde durch Szebasztián Simon, Attila Asztalos und Dániel Szabó ersetzt.
Im Februar 2018 wurde das Album Fury veröffentlicht und für März eine europaweite Tour angekündigt.
2021 erschien das Album Reborn, 2023 Vivid  Black, das 10 neue Songs enthält.

## Stil
Ektomorfs Texte werden von Zoltán Farkas geschrieben und haben oft einen politischen und/oder historischen (z. B. Holocaust) Hintergrund. Viele Lieder wie z. B. Gypsy, I know them, Outcast oder Set me free behandeln das Thema Diskriminierung, da einige Mitglieder von Ektomorf als Angehörige der Roma (Zoltán Farkas, früher außerdem Csaba Farkas) gerade in ihrer Heimat mit Vorurteilen und rassistisch motivierten Übergriffen zu kämpfen hatten und haben.

## Galerie

Ektomorf, live auf dem With Full Force 2018
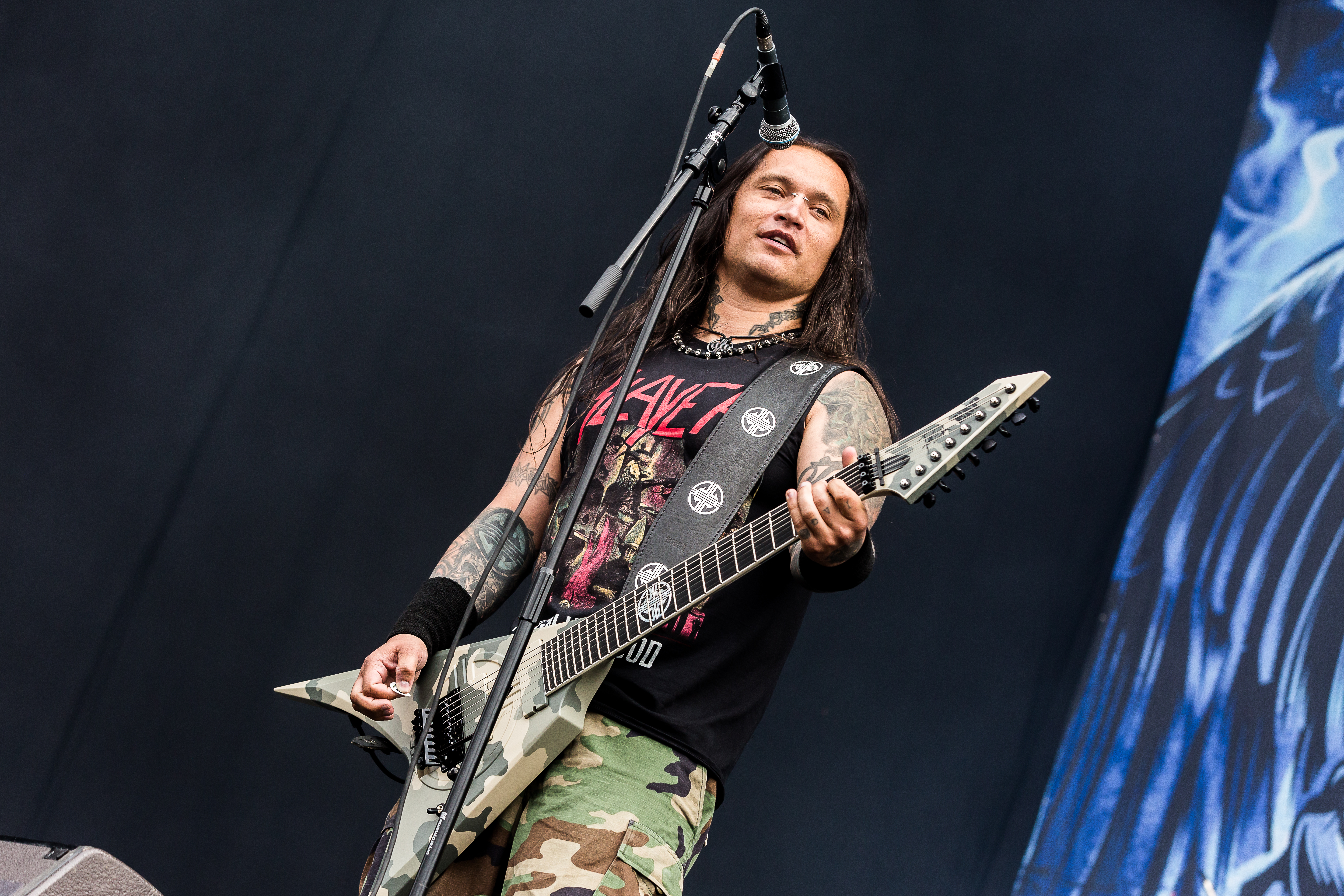
Sänger und Gitarrist Zoltán Farkas
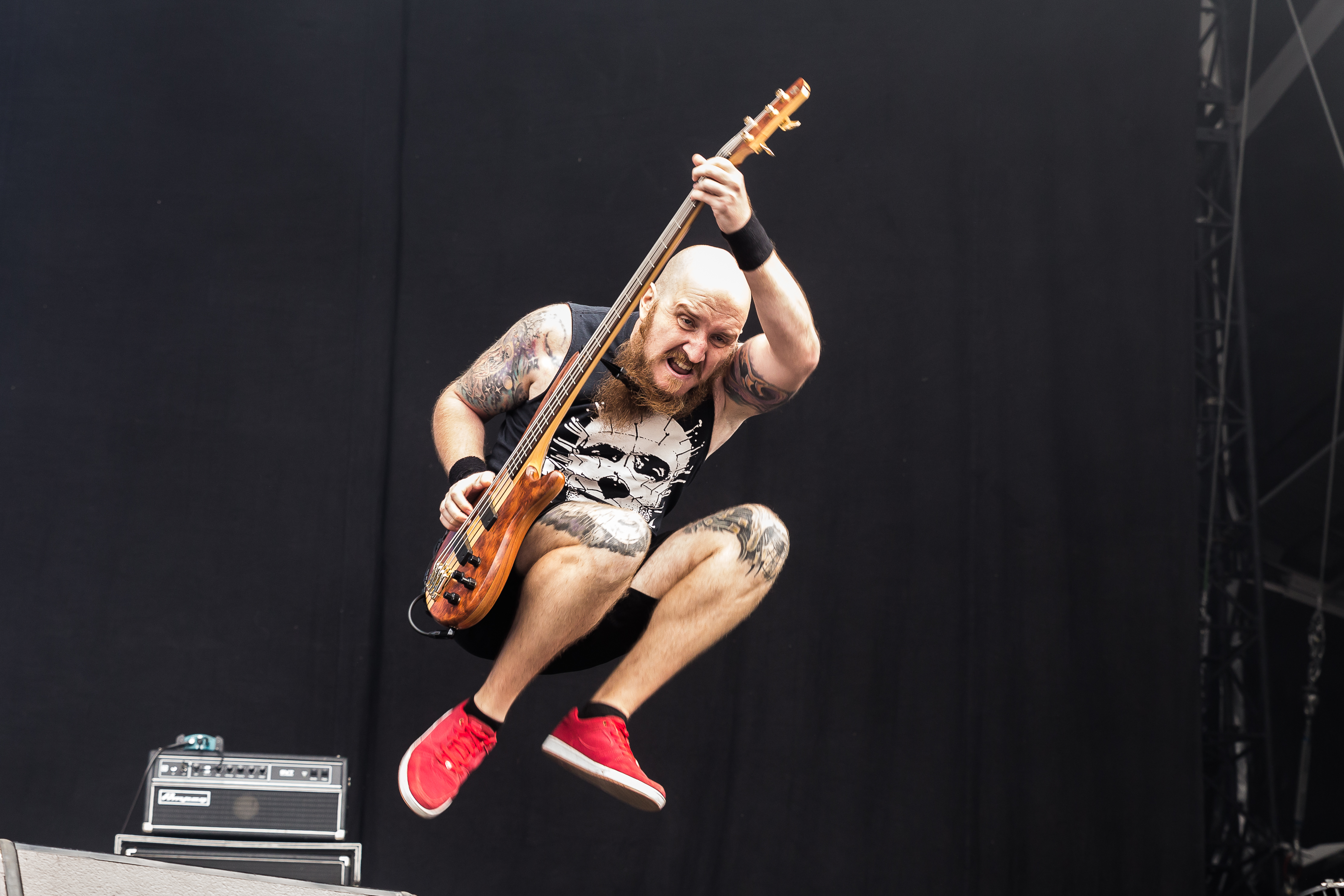
Bassist Attila Asztalos
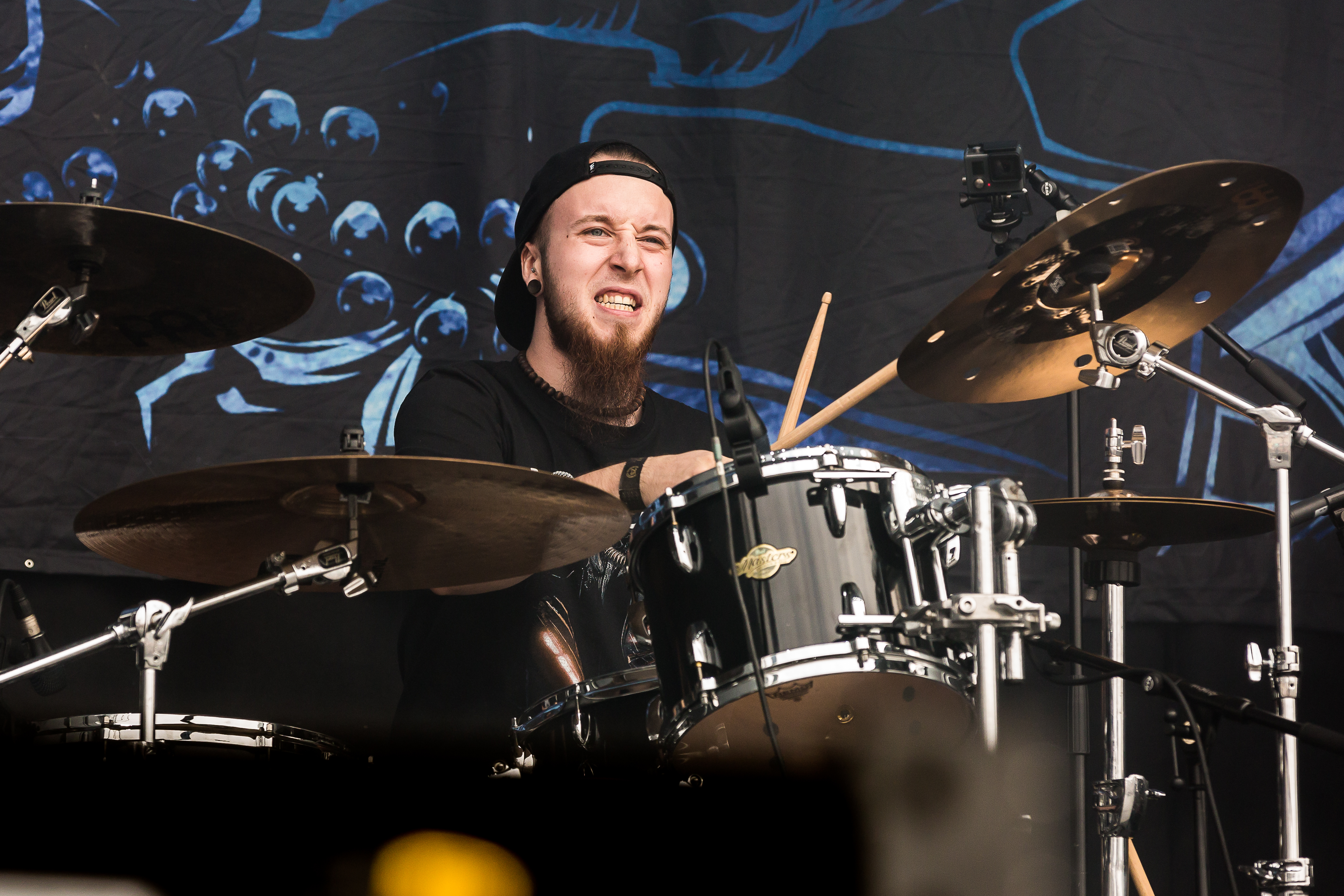
Schlagzeuger Dániel Szabó
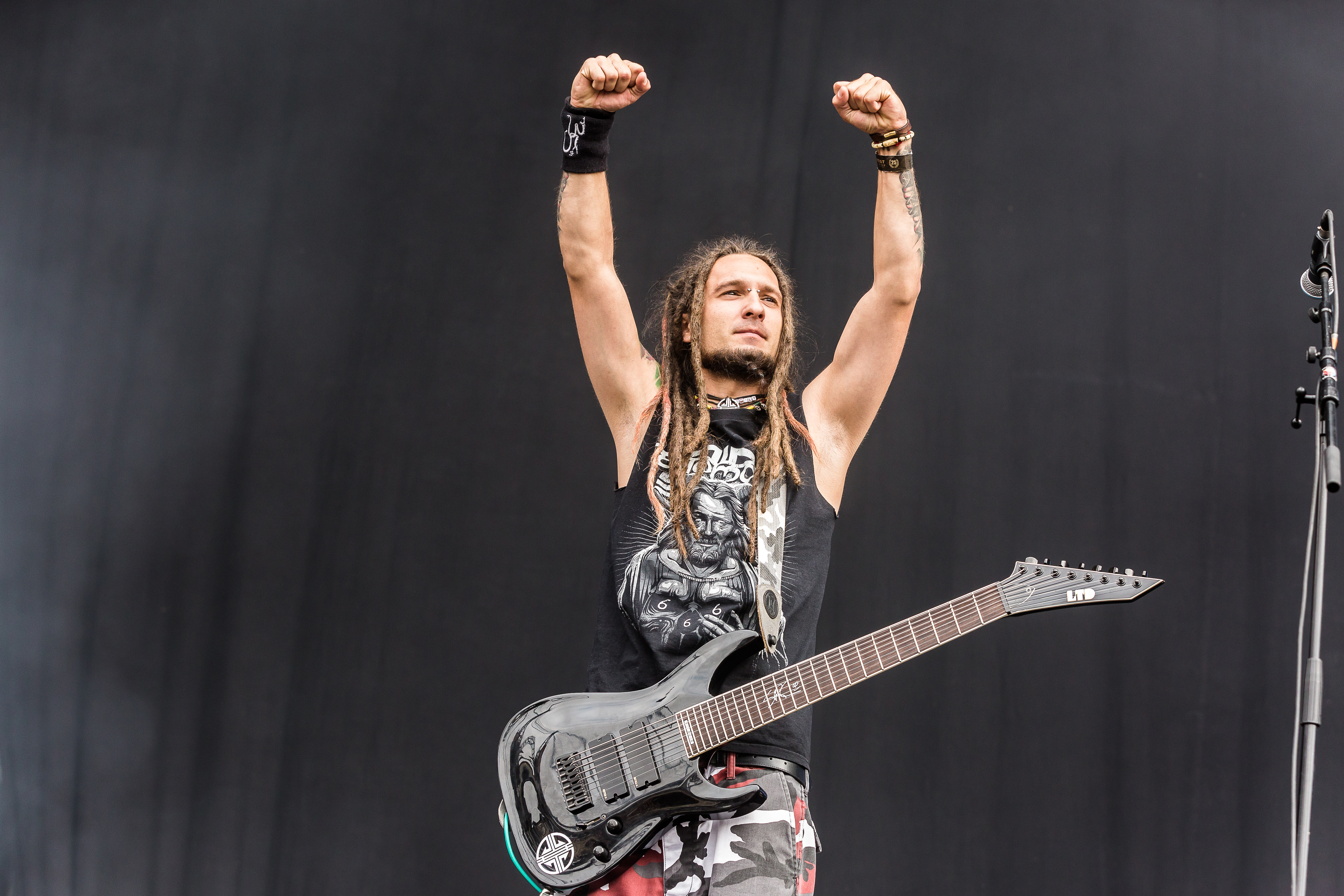
Gitarrist Szebasztián Simon

## Diskografie

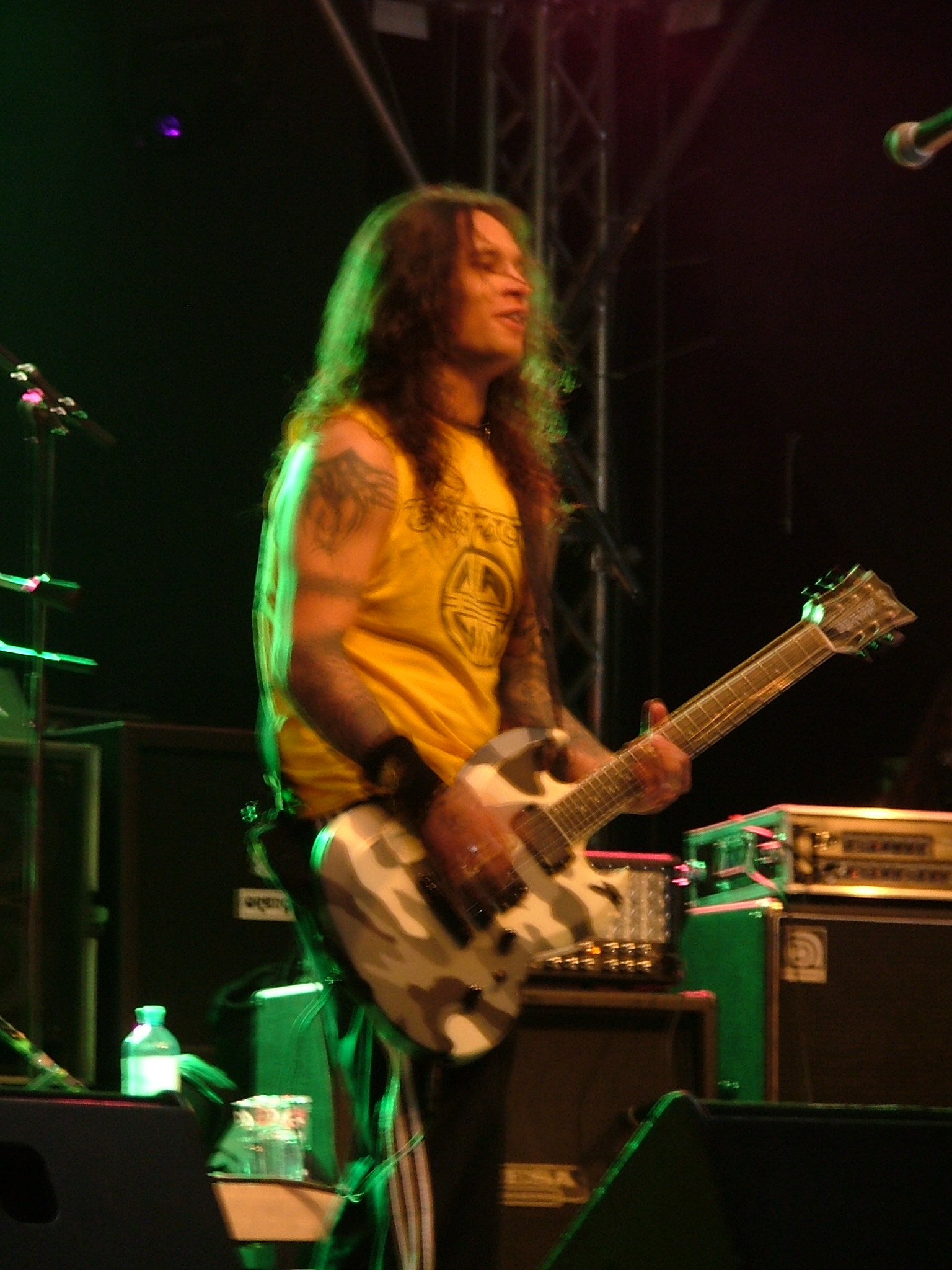
Sänger Zoltán „Zoli“ Farkas beim Rock the Lake 2007

### Alben
- 1996: Hangok
- 1998: Ektomorf
- 2000: Kalyi Jag
- 2002: I Scream Up to the Sky / Felüvöltök az égbe
- 2004: Destroy
- 2005: Instinct
- 2005: Live and Raw – You Get What You Give…
- 2006: Outcast
- 2009: What Doesn’t Kill Me…
- 2010: Redemption
- 2012: The Acoustic
- 2012: Black Flag
- 2014: Retribution
- 2015: Aggressor
- 2018: Fury
- 2021: Reborn
- 2023: Vivid Black

### Musikvideos
- Nem Engedem
- A romok alatt
- Testvérdal
- Destroy
- I Know Them
- A.E.A. (Recording session)
- Set Me Free
- Show Your Fist
- Outcast
- I Choke
- It’s up to you
- Last Fight
- Sea of My Misery
- The One ft. Danko Jones
- To Smoulder
- Unscarred
- Black Flag
- You Can't Controll Me
- Numb and Sick ft. Cristian Machado
- Holocaust
- The Prophet of Doom

## Belege
1. ↑  Chartquellen: DE CH